# Parc Arqueològic del Solstici
El Parc Arqueològic del Solstici, situat a l'interior del municipi de Calçoene, al litoral nord de l'estat brasiler d'Amapá, és un jaciment arqueològic d'art rupestre d'interés històric, conegut per encloure l'Observatori Astronòmic de Calçoene.
El jaciment, conegut per la comunitat científica des dels anys 1950, consta de 127 roques disposades en forma circular, al cim d'un turó. Se suposa que fou construït com un antic observatori astronòmic pels antics pobles indígenes que habitaven l'àrea. El cercle megalític té 30 m de diàmetre, amb pedres de granit de fins a 4 m de llarg. Se sembla a un altre cercle megalític trobat en la Guaiana Francesa, amb una datação de més de 2.000 anys. Aquest degué ser construït fa més de mil anys, i fou usat si més no durant 300 anys.
El cercle de Calçoene es coneix com el Stonehenge d'Amapá, en una referència a Stonehenge, d'Anglaterra. Les excavacions arqueològiques s'hi han fet des de 2006. Basant-se en les característiques de fragments ceràmics trobats a la rodalia del jaciment, els estudiosos en calculen l'edat entre 500 i 2.000 anys.
Un dels blocs de pedra del cercle megalític està col·locat de manera que el sol, durant el solstici d'hivern de l'hemisferi nord, que ocorre sobre el dia 21 de desembre, hi quede fixat, de manera que l'ombra en desapareix. A més a més, el posicionament d'aquesta roca fa que la projecció d'ombres durant tot el dia siga diminuta. És aquest alineament d'un dels blocs de roca amb el solstici de desembre el que feu pensar als arqueòlegs que el lloc fos un observatori astronòmic, i que el cercle megalític de Calçoene pertanyia a una cultura avançada.